# Hans Hornbostel
Hans Hornbostel (* 27. März 1916 in Berlin; † 20. November 2003) war ein deutscher Internist und Hochschullehrer.

## Leben und Wirken
Geboren 1916 in Berlin und aufgewachsen in Ratzeburg, studierte Hans Hornbostel nach dem Abitur an der Lauenburgischen Gelehrtenschule in Ratzeburg an den Universitäten Kiel, München, Berlin und Bonn Medizin. Nach dem medizinischen Staatsexamen 1940 in Bonn führte seine Dissertation zur Entdeckung des Bazillus Hirudonicolos. Die klinische Weiterbildung zum Internisten absolvierte Hans Hornbostel – unterbrochen durch tropenärztliche Tätigkeit in Afrika von 1942 bis 1944 und die nachfolgende Kriegsgefangenschaft – im Universitätskrankenhaus Hamburg-Eppendorf. 1952 habilitierte er sich mit der Arbeit ,Experimentelle und klinische Untersuchungen an Cysticercus bovis und Taenia sagitana`.
1959 erfolgte nach klinischer Tätigkeit an den Universitäten Hamburg, Zürich und Lausanne die Ernennung zum apl. Professor und 1965 die Berufung zum Leitenden Arzt der II. Medizinischen Abteilung des Allgemeinen Krankenhauses Hamburg-Harburg.
Als Mitherausgeber und Autor des Standardhandbuchs ,Innere Medizin in Klinik und Praxis' (gemeinsam mit Werner Kaufmann und Walter Siegenthaler) und als verantwortlicher Schriftleiter für den Bereich ,Aktuelle Diagnostik/Aktuelle Therapie' der ‚Deutschen Medizinischen Wochenschrift' hat er sich im deutschen Sprachraum einen herausragenden Namen gemacht. In Hamburg war Hans Hornbostel über viele Jahre Vorsitzender der 1988 gegründeten und von ihm inaugurierten Fortbildungsakademie der Hamburgischen Ärzteschaft.

## Ehrungen und Auszeichnungen
- Ernst-von-Bergmann-Plakette, 1984
- Paracelsus-Medaille, 1991
- Ehrenmitgliedschaft der Deutschen Gesellschaft für Innere Medizin (DGIM),  1997[2]